# ديك كولمان
ديك كولمان (بالإنجليزية: Dick Colman)‏ هو مدير فني أمريكي، ولد في 11 نوفمبر 1914 في نيويورك في الولايات المتحدة، وتوفي في 5 أبريل 1982 في ميدلبوري في الولايات المتحدة.